# Hypobrycon
Hypobrycon és un gènere de peixos de la família dels caràcids i de l'ordre dels caraciformes.

## Taxonomia
- Hypobrycon leptorhynchus (da Silva & Malabarba, 1996)[3]
- Hypobrycon maromba (Malabarba & Malabarba, 1994)[4]
- Hypobrycon poi (Almirón, Casciotta, Azpelicueta & Cione, 2001)[5][6][7][8][9][10][11][12]